# Sternstraße (München)
Die Sternstraße ist eine Innerortsstraße im Stadtbezirk Altstadt-Lehel (Stadtteil Lehel) von München.

## Verlauf
Die Straße verläuft von der Maximilianstraße knapp östlich des Max-II-Denkmals und östlich des Wilhelmsgymnasiums zur Oettingenstraße. Nachdem in den 1960er Jahren die Ifflandstraße als nördliches erstes Teilstück der geplanten Isarparallele bis zum Isarring ausgebaut wurde, erhielt die Sternstraße als Teil des Nord-Süd-Asts dieser Straßenverbindung zusätzliche Verkehrsbedeutung, zumal, da ein Weiterbau der Isarparallele nach Süden nicht erfolgte.
Die Sternstraße nimmt als Einbahnstraße den südwärts gehenden Verkehr der Isarparallele auf, während der nordwärts gehende über die Widenmayerstraße als Isarkaistraße geführt wird.

## Öffentlicher Verkehr
Durch die Sternstraße verkehren keine öffentlichen Verkehrsmittel. Die Straßenbahn ist durch die etwas weiter westlich gelegene Thierschstraße und die Triftstraße geführt. Die U-Bahn-Station Lehel (U4/U5) liegt in nächster Nähe (Thierschplatz/Gewürzmühlstraße).

## Namensgeber
Die Straße ist nach einer früher an ihr gelegenen Gaststätte (Zum Stern) benannt.

## Geschichte
Vor ihrer Benennung als Sternstraße um 1810 hieß die Straße Jägergasse (scherzhaft auch Hexemgässl).

## Gebäude
Denkmalgeschützte Gebäude sind:

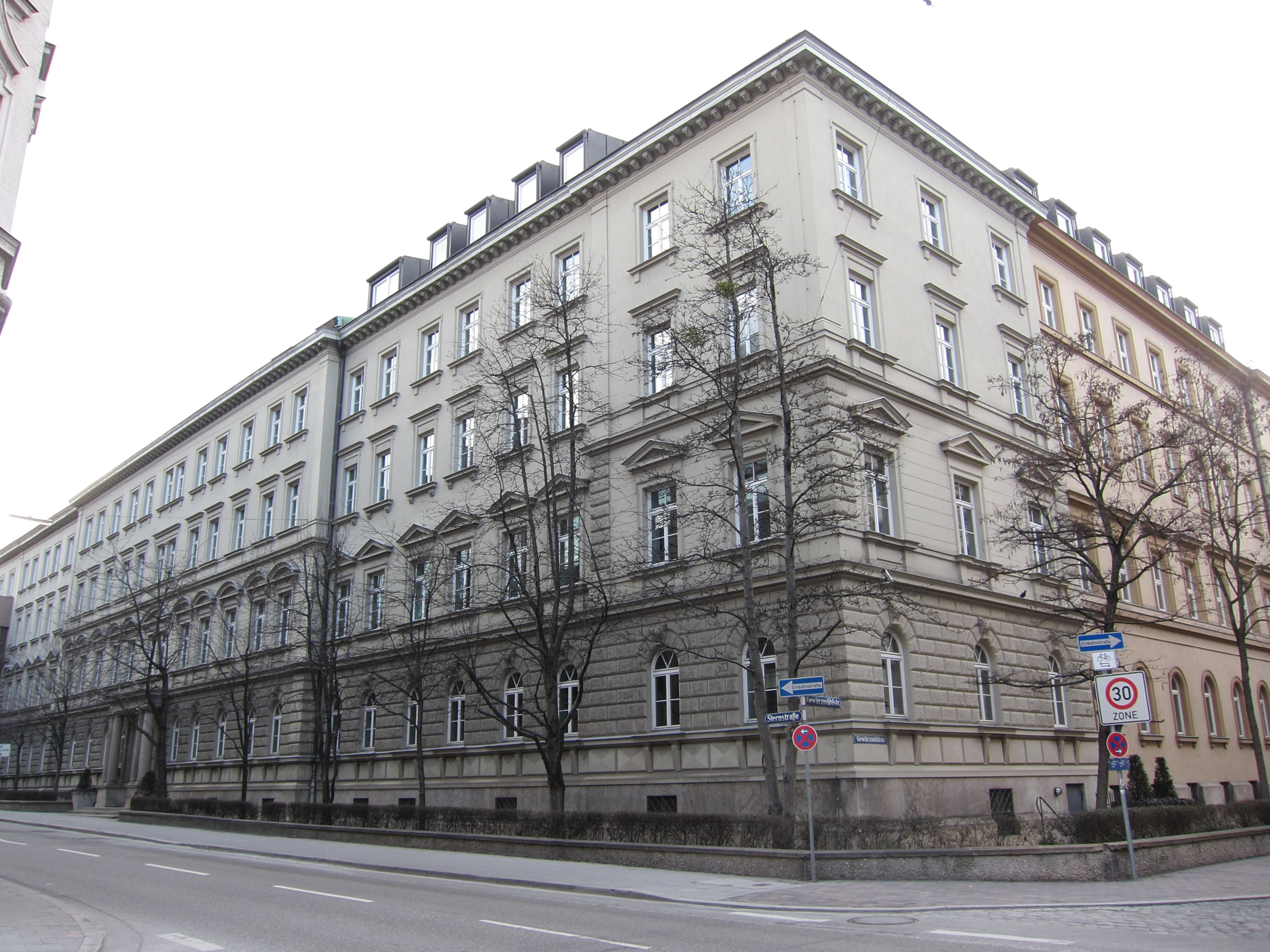
Bayerische Versicherungskammer Sternstraße 3

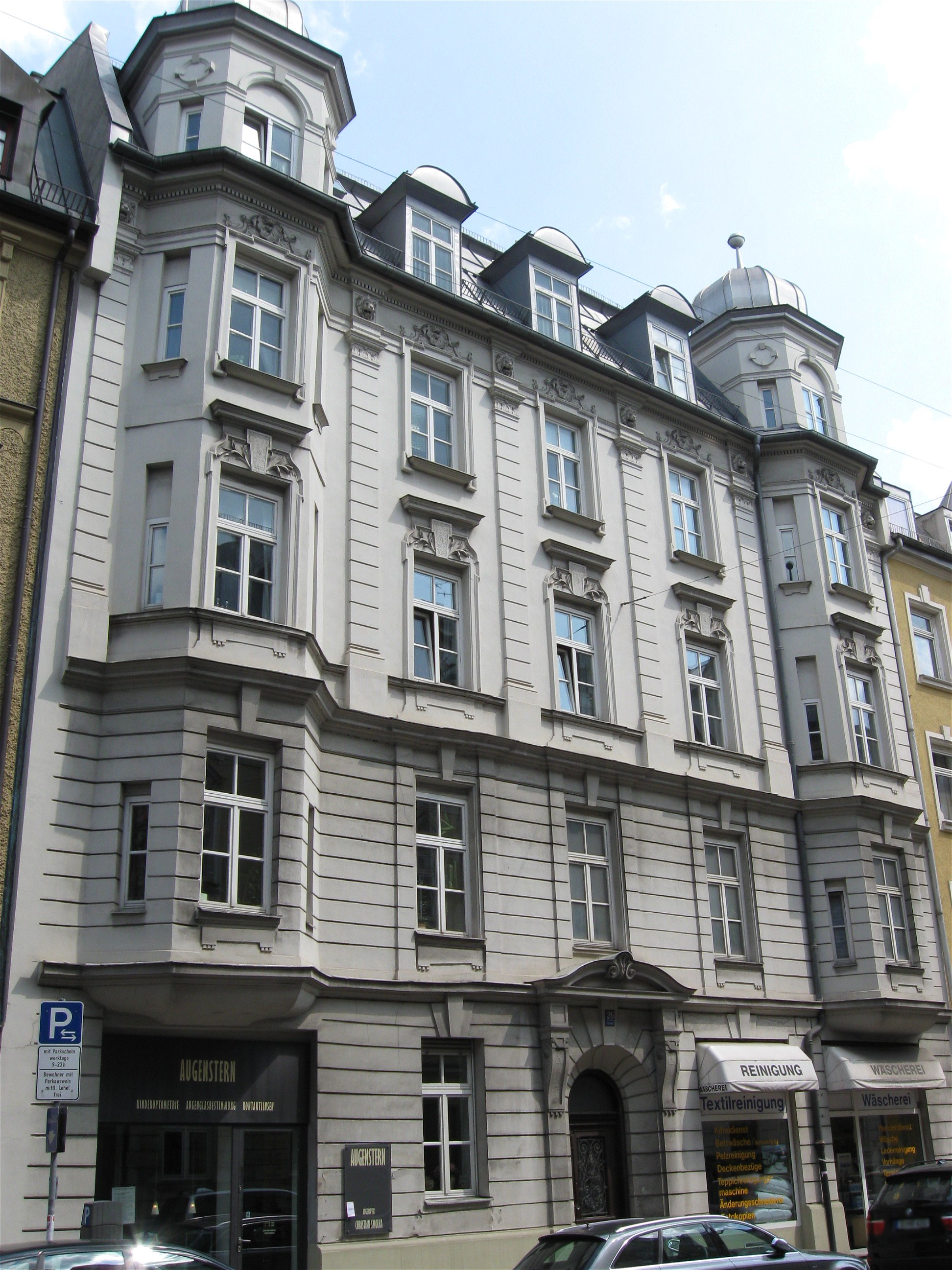
Sternstraße 26

- Sternstraße 3 (Bayerische Versicherungskammer, jetzt Versicherungskammer Bayern)
- Mietshäuser Hausnr. 11, 13, 15, 16,17, 18, 22, 24, 26

Einzelheiten siehe Liste der Baudenkmäler im Lehel#S.